# Dictyosoma
Dictyosoma és un gènere de peixos de la família dels estiquèids i de l'ordre dels perciformes.

## Distribució geogràfica
Es troba al Pacífic nord-occidental: des del Japó fins al mar de la Xina Oriental i el sud de la península de Corea, incloent-hi la península de Liaodong a la mar Groga.

## Taxonomia
- Dictyosoma burgeri (van der Hoeven, 1855)
- Dictyosoma rubrimaculatum (Yatsu, Yasuda & Taki, 1978)[13][14][15][16][17][18][19][20]